# Saurornitholestes
A Saurornitholestes (jelentése 'tolvaj gyíkmadár') a húsevő dromaeosaurida theropoda dinoszauruszok egyik neme, amely a késő kréta korban (a késő campaniai alkorszakban) élt Albertában, Montanában és Új-Mexikóban.
Két faját nevezték el: a Saurornitholestes langstonit 1978-ban és a Saurornitholestes robustust 2006-ban. A Saurornitholestes kis, két lábon járó húsevő dinoszaurusz volt, a lábán sarló alakú karommal

## Felfedezés és elnevezés
1974-ben a kanadai amatőr őslénykutató, Irene Vanderloh az albertai Steveville közelében felfedezte egy kis termetű theropoda csontvázát. Bemutatta a leletet az Albertai Tartományi Múzeum (Provincial Museum of Alberta) kutatójának, John Storernek, aki felhívta rá Hans-Dieter Sues figyelmét. 1978-ban Sues típusfajként, Saurornitholestes langstoni néven leírást készített a példányról. A nem neve a hasonlóság alapján a Saurornithoididae családra utal, amely jelenleg a Troodontidae részét képezi, és a görög lestes ('tolvaj') szóval egészült ki. A faj Wann Langston, Jr. tiszteletére kapta a nevét.

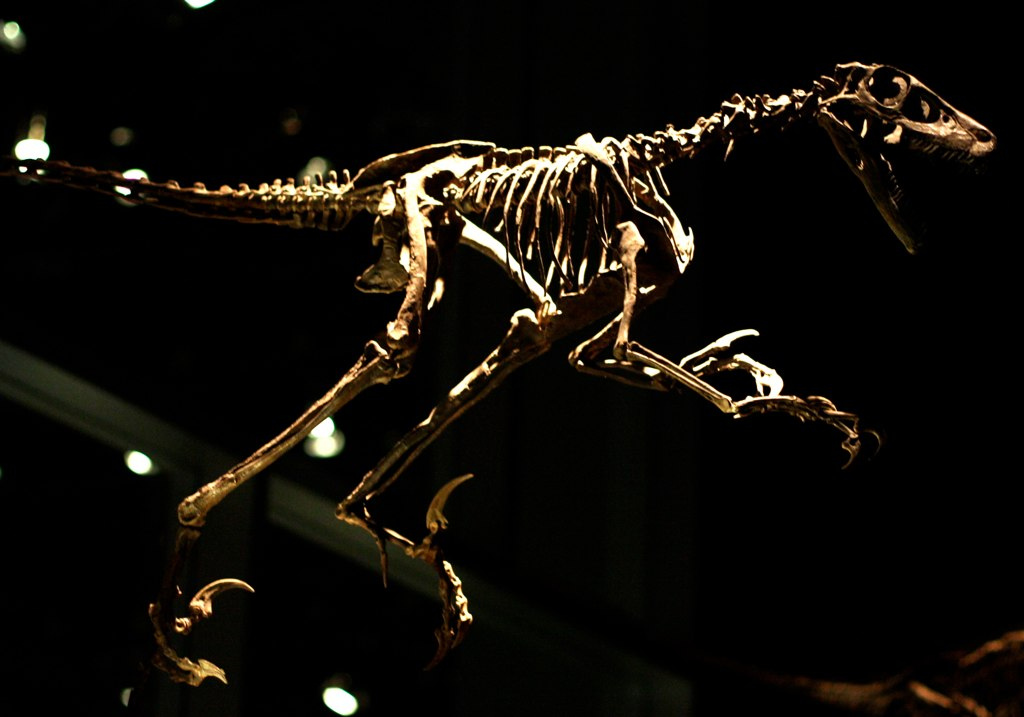
A Saurornitholestes csontváza a Royal Tyrrell Museum kiállításán

A holotípus példány, az RTMP 74.10.5 katalógusszámú lelet a Dinosaur Park-formáció egyik késő campaniai alkorszakhoz tartozó rétegéből került elő. E nagyon töredékes csontváz fogakat, koponyaelemeket, két csigolyát, bordákat, valamint a farok és a kéz darabjait tartalmazza. A holotípushoz három paratípust kapcsoltak: a CMN 12343, CMN 12354 és UA 5283 katalógusszámú példányok mind homlokcsontok.
Két teljesebb és nagyobb részleges csontváz (az RTMP 88.121.39 és az MOR 660), tucatnyi különálló csont, valamint számos fog került elő az albertai Dinoszaurusz Tartományi Parkból; ezek többsége a drumhelleri Royal Tyrrel Őslénytani Múzeum (Royal Tyrrell Museum of Palaeontology) gyűjteményébe került, a leírásuk azonban nem készült el. Az albertai és montanai maradványokat rendszerint egyetlen fajhoz, a Saurornitholestes langstonihoz kapcsolják, bár különböző kőzetformációkból, például az Oldman formációból (melyet körülbelül 77 millió évesnek tekintenek) és a (körülbelül 72 millió éves) Two Medicine formáció felső részéről származnak, ami hosszabb időszakot jelez. Hasonló fogakra újabb rétegekben is rátaláltak, de nem tudni, hogy az S. langstonihoz vagy egy másik, rokon fajhoz tartoznak-e. A szakirodalomban újszülött méretű Saurornitholestes fosszíliákról is beszámolnak.
2006-ban Robert M. Sullivan az SMP VP-1955 katalógusszámú holotípus, egy bal homlokcsont alapján elnevezett és leírt egy második fajt, a Saurornitholestes robustust. A faj neve a csont nagy vastagságára utal, az egyetlen jellegzetességre, ami alapján a faj eltér a S. langstonitól. A S. robustushoz kapcsolt holotípus és a további maradványok Új-Mexikóból, a körülbelül 73 millió éves Kirtland-formáció Willow Wash faunájából kerültek elő.

## Anatómia

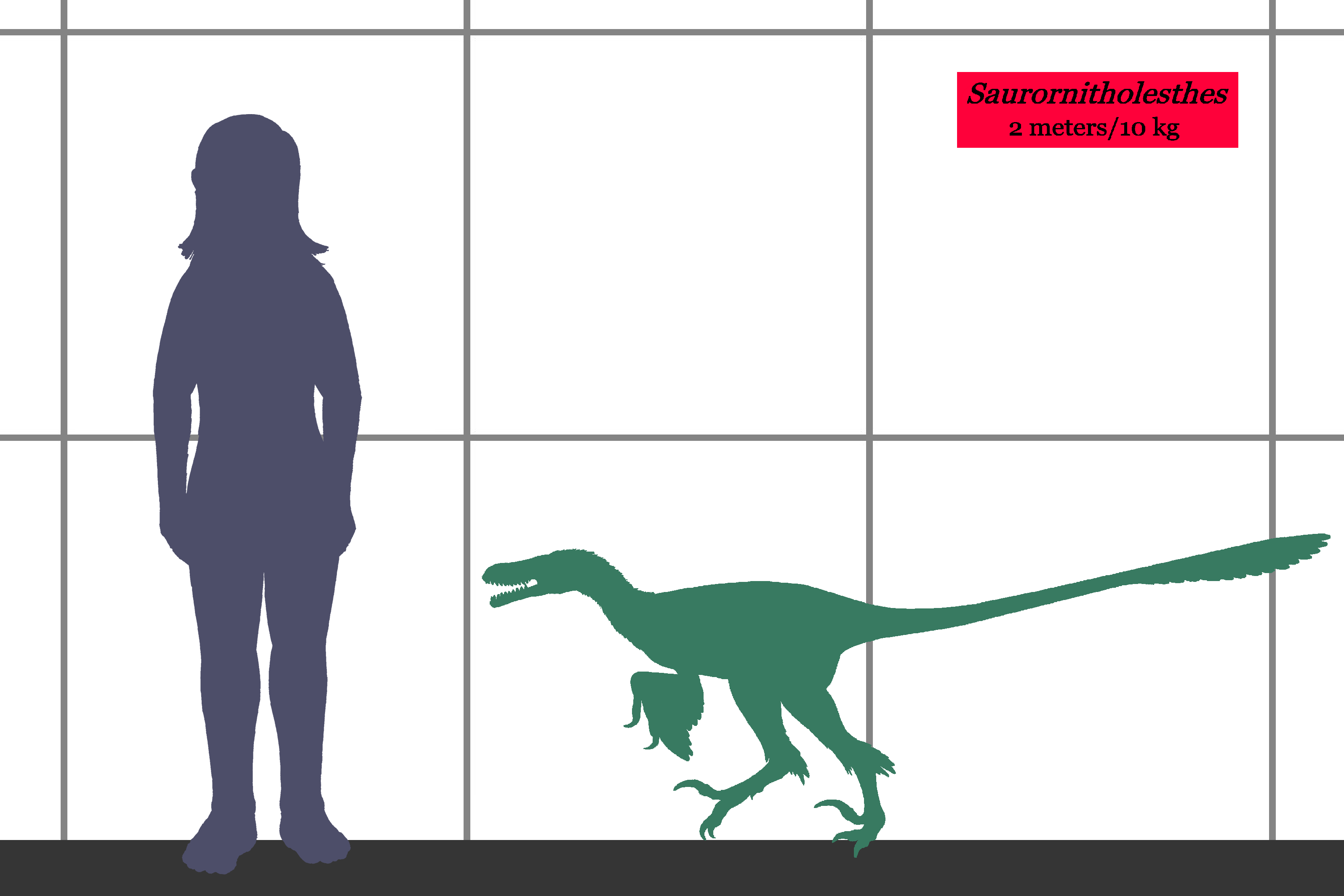
A Saurornitholestes és az ember méretének összehasonlítása

A Saurornitholestes a többi dromaeosaurida theropodához hasonlóan a hátsó lába második ujján egy hosszú, görbe, pengeszerű karmot viselt. A többi dromaeosauridához, például a Velociraptorhoz és a Dromaeosaurushoz viszonyítva a lába hosszabb, a teste pedig könnyebb felépítésű volt. Az állcsontjai elején levő agyarszerű fogai leginkább a Velociraptor fogaira emlékeztetnek, azonban a Saurornitholestes Dromaeosauridae családon belüli részletes rokoni kapcsolatai még aránylag kevéssé ismertek.
A Saurornitholestes körülbelül 1,8 méter hosszú és mintegy 10 kilogramm tömegű állat volt. A csípőmagassága elérte a 0,6 métert, ami nagyjából egy terrier hosszának felel meg.

## Törzsfejlődés
1978-ban Sues a Saurornitholestest a Dromaeosauridae családba sorolta be. A későbbi tanulmányok gyakran a dromaeosaurida Velociraptorinae alcsalád tagjának találták, de Philip Currie 2009-ben elvégzett kladisztikus elemzése bazálisabb dromaeosaurida kládban helyezte el, ami a Saurornitholestinae nevet kapta.

## Ősbiológia

### Élőhely
Alberta, a Saurornitholestes langstoni lelőhelye a mai Egyesült Államok középnyugati részének síkságaihoz és ártéri mocsaraihoz hasonló élőhely volt.
Úgy tűnik, hogy a Saurornitholestes az egyik leggyakoribb kis méretű theropoda volt a Dinoszaurusz Tartományi Park területén, a fogai és csontjai jóval gyakrabban kerülnek elő, mint sokkal nagyobb kortársáé, a Dromaeosaurusé. Táplálkozásáról és életmódjáról kevés információ áll rendelkezésre, de érdekes módon egy Saurornitholestes fogat egy nagy méretű pteroszaurusz, valószínűleg egy fiatal Quetzalcoatlus szárnycsontjában fedeztek fel. Mivel a pteroszaurusz sokkal nagyobb volt a Saurornitholestesnél, Philip Currie és Aase Roland Jacobsen kijelentették, hogy a theropoda valószínűleg dögevőként táplálkozott a már elpusztult állatból.

### Tyrannosaurida harapásnyomok
2001-ben Jacobsen egy leírást jelentetett meg egy Saurornitholesteshez kapcsolódó, fognyomokkal ellátott fogsorról. A Dinosaur Park-formációban a kis theropodák ritkák, mivel vékonyfalú csontjaik általában összetörnek vagy rossz minőségben őrződnek meg, ami megnöveli egy fognyomokkal együtt megmaradt kis theropoda dinoszaurusz tudományos értékét. A fogazat körülbelül 12 centiméter hosszú volt és tizenöt fog pozícióból állt, melyekből tíz tartalmazott fogat; öt kinőtt és érintetlen volt, kettő eltört, de a kopási sérülések alapján használható maradt, három pedig csak részben nőtt ki. A fogazat nyelv felőli oldalán három fognyom látható. A három nyomból kettő bevágások sora, melyeket a nyomot hagyó fogak recéi okoztak.
Az első 6-7 párhuzamos bevágás egy 4 x 1,3 milliméteres területen belül helyezkedik el a harmadik fog medre mögött, és 45 fokos szögben áll a fog hossztengelyéhez viszonyítva. A recék 0,37 milliméter távolságra vannak egymástól, 0,40 milliméter vastagok, négyzetes keresztmetszetűek.

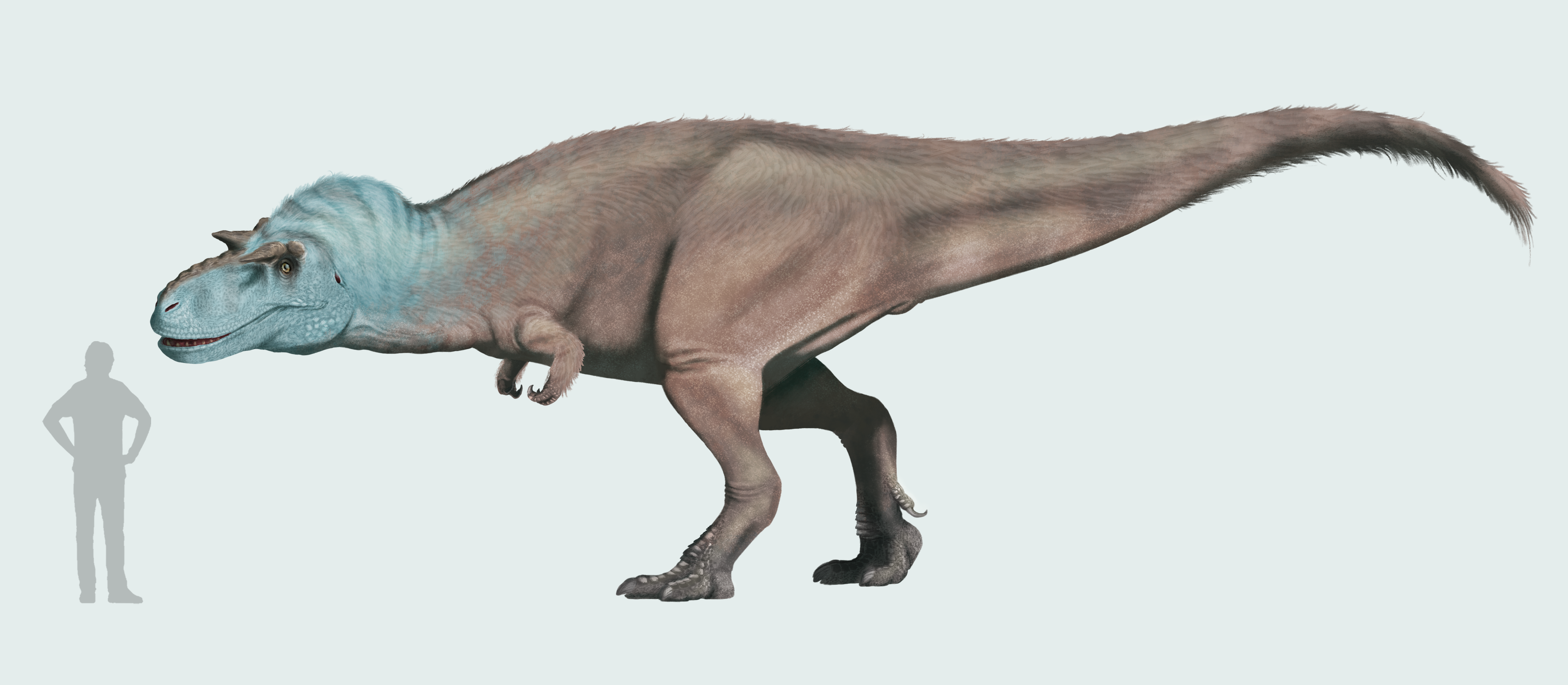
Lehetséges, hogy a Saurornitholestes koponyán levő fognyomok egy fiatal Gorgosaurustól származnak

A második fognyom az ötödik és hatodik fogmedrek között található, és két kisebb bevágásból áll, melyek 1,8 és 1,6 milliméterre vannak egy nagyobb központi mélyedéstől, ami mögött egy V alakú, az állcsont hossztengelyéhez képest 60 fokban elhelyezkedő vájat van.
A harmadik fognyom a hetedik fogon, egy 2 x 2 milliméteres területen található négy párhuzamos bevágásból áll, melyek iránya a fog hossztengelyétől 90 fokkal eltér.
A megőrződött recék formája túlságosan eltér a Saurornitholestesre jellemzőektől, így a sérülések a fajok közti archarapásos támadó viselkedés eredményei lehetnek. Bár a fogak recéi megfelelnek a Dromaeosaurus fogaiénak, a megőrződött nyomok túl durvák ahhoz, hogy ettől a nemtől származzanak. Pontos azonosításra nincs mód, de az a legvalószínűbb, hogy a támadó a Dinosaur Park-formáció tyrannosauridáinak egyik fiatal példánya, például egy Gorgosaurus, Daspletosaurus, vagy Aublysodon lehetett. Úgy tűnik, hogy a pofacsonton levő nyomokat ugyanaz az állat okozta, ugyanis a recék nyomainak morfológiája megegyezik.

### Stressztörések
Bruce Rothschild és szerzőtársai 2001-ben egy tanulmányt jelentettek meg a theropoda dinoszauruszok stressztöréseit és avulziós töréseit igazoló bizonyítékokon végzett vizsgálataikkal, és az állatok viselkedésére vonatkozó következtetéseikkel kapcsolatban. A kutatók úgy találták, hogy a 82 megvizsgált Saurornitholestes lábcsont közül kettő sérülését stressztörés okozta. A kilenc kézcsont közül szintén kettő esetében igazolták a stressztörést.

## Fordítás
- Ez a szócikk részben vagy egészben a Saurornitholestes című angol Wikipédia-szócikk ezen változatának fordításán alapul.  Az eredeti cikk szerkesztőit annak laptörténete sorolja fel. Ez a jelzés csupán a megfogalmazás eredetét és a szerzői jogokat jelzi, nem szolgál a cikkben szereplő információk forrásmegjelöléseként.